# Gilles Martinet
Pour les articles homonymes, voir Martinet.
Gilles Martinet, né le 8 août 1916 à Paris où il est mort le 29 mars 2006, est un journaliste, résistant, homme politique et diplomate français. Il a cofondé le PSU avant de rejoindre le Parti socialiste.

## Biographie

### Famille
Gilles Henry Auguste Albert Martinet est né le 8 août 1916 dans le 14e  arrondissement de Paris du mariage d'Henry Martinet, architecte paysagiste, et de Colette Walwein,.
Le 7 juillet 1938, il épouse Iole Buozzi (1916-2007), fille de Bruno Buozzi. De ce mariage sont nées deux filles : Michèle, mariée à Alain Krivine, dirigeant de la Ligue communiste révolutionnaire (LCR), et Laure, mariée à Pierre Meuro.

### Communiste, résistant puis journaliste
Bachelier à l'âge de 16 ans, Gilles Martinet est contraint d'interrompre ses études en 1936 à la mort de son père, ruiné par la crise de 1929.
Il devient alors rédacteur à l'agence Havas, et reprend ensuite des études qu'il mène parallèlement à son travail. Celles-ci le mènent jusqu'à une licence de lettres et un diplôme d'études supérieures d'histoire.
Politiquement, il est d'abord séduit par le communisme au début des années 1930, et devient secrétaire de l'Union des étudiants communistes de Paris au moment du Front populaire. Il adhère au parti communiste en 1935, participe au congrès de 1937, mais le quitte en 1939, après les procès de Moscou.
Il s’engage dans la Résistance en 1941, passe dans la clandestinité en 1943, et forge sa vocation de journaliste en participant à la publication de journaux clandestins comme l’Insurgé, animé par des anciens du Parti socialiste ouvrier et paysan, et notamment Pierre Stibbe.
En 1944, il prend la direction de l’Office français d'information, la future Agence France-Presse (AFP) avec l’aide d’une section de Forces françaises de l'intérieur (FFI), fonction qu'il conserve jusqu'en 1947, lorsqu'il refuse de censurer des informations sur la guerre d'Indochine. Le gouvernement impose alors son départ de la direction. En 1950, avec Claude Bourdet et Roger Stéphane, il crée L’Observateur. Le journal prend le nom de L’Observateur d'Aujourd’hui en 1953 puis de France Observateur en 1954. Gilles Martinet en est le rédacteur en chef de 1950 à 1964, date à laquelle Claude Perdriel rachète le journal, qui devient Le Nouvel Observateur. Gilles Martinet garde le poste d’administrateur jusqu’en 1985.

### Du PSU au PS
Parallèlement à sa carrière journalistique, Gilles Martinet poursuit son parcours politique. En 1945, il rejoint un groupe qui, autour de trotskistes comme Maurice Nadeau, Pierre Naville ou David Rousset, publie une revue marxiste, La Revue Internationale.
Il adhère ensuite au Parti socialiste unitaire et fait partie du bureau permanent de cette organisation. Refusant la condamnation du titisme plus ou moins imposée au PSU par son allié communiste, il quitte ce parti et est ensuite membre de l'Union progressiste. Après une pause militante après les élections législatives de 1951, il participe, aux côtés de Claude Bourdet, aux différentes tentatives de regroupement de la « nouvelle gauche », qui conduisent à la création de l’Union de la gauche socialiste, dont il devient secrétaire général (1958-1960).
En 1952, il prend part au défilé populaire du 14 juillet aux côtés de Lucie Aubrac, Alain Le Leap, Gustave Monod, Gilles et Ségolène Malleret
L'essentiel de son action militante passe cependant par France Observateur, notamment dans la lutte anti-coloniale.
Il siège ensuite au bureau national du cartel de l'Union des forces démocratiques (UFD), mis sur pieds pour les législatives de novembre 1958. Il est un des fondateurs du Parti socialiste unifié (PSU), dont il est secrétaire national adjoint avec Henri Longeot, de 1960 à 1967.
Son engagement contre la guerre d'Algérie fait de lui une des cibles des ultras, et son appartement du boulevard Flandrin (Paris) est plastiqué en 1962.
Au sein du PSU, il est proche de la ligne majoritaire défendue par Édouard Depreux, ce qui conduit à une rupture politique, en 1961, avec Claude Bourdet, qui soutient Jean Poperen.
Secrétaire général adjoint du PSU en 1965, il est soutenu par Depreux pour accéder à la direction du parti et mène, en 1967, une motion qui propose l'adhésion du PSU à la FGDS. Battu par la motion de Michel Rocard qui prône le maintien de « l'autonomie » du PSU, il est renvoyé dans la minorité interne, et ne siège même plus dans les instances nationales du parti.
Il crée alors avec d'autres « minoritaires » du parti, et notamment Henri Longeot et Harris Puisais, la revue Pouvoir socialiste, qui leur permet de défendre leurs positions.
Il s'éloigne de plus en plus de la direction du PSU, condamnant ainsi sans nuance les positions de Jacques Sauvageot au moment de Mai 68.
Il finit par quitter le PSU en février 1972, et rejoint le Parti socialiste. Il milite alors au sein du courant mené par Jean-Pierre Chevènement, le CERES.
C'est à ce titre qu'il devient membre du bureau exécutif du PS en 1973. Il rompt cependant avec Chevènement l'année suivante, alors que Michel Rocard rejoint le PS. Il devient alors un des animateurs du courant rocardien : en 1975, lors du congrès de Pau, les rocardiens se comptent au travers de « l'amendement Martinet », tout en participant de la motion majoritaire.
Il devient alors secrétaire national du PS, chargé des études, jusqu'au passage des rocardiens dans la minorité, après le congrès de Metz (1979)
En 1979, il est élu député européen sur la liste du Parti socialiste.
Après la victoire de la gauche, en 1981, il est nommé ambassadeur de France en Italie, poste qu’il occupe jusqu’en 1984.
Après 1984, il n'apparaît plus au premier plan de l'action politique.
En 1988, il est membre du cabinet de Michel Rocard, alors Premier ministre.
La fin de sa vie est marquée par une santé déclinante jusqu'à l'invalidité.
Il meurt le 29 mars 2006 dans le 10e arrondissement de Paris. Il est inhumé au cimetière des Batignolles aux côtés de son père.

### Des obsèques qui rassemblent de nombreuses personnalités de gauche
À l'exception du Parti communiste qui ne délègue aucun représentant, nombreuses sont les personnalités (syndicalistes, hommes politiques de gauche et journalistes) présentes à ses obsèques au crématorium du Père-Lachaise, le lundi 3 avril 2006.
Le quotidien Le Parisien relève la présence des socialistes Lionel Jospin, Michel Rocard, François Hollande, Dominique Strauss-Kahn et Henri Weber ; d'Alain Krivine (LCR et gendre de Gilles Martinet), d'Edmond Maire et François Chérèque (anciens dirigeants de la CFDT) ; Jean Daniel (premier directeur du Nouvel Observateur), l'historienne Mona Ozouf, le trotskiste Daniel Bensaïd et Henry Hermand, ami de Martinet et millionnaire, qui avait investi dans Le Matin de Paris.

## Distinctions
En 1984, il est élevé à la dignité d'ambassadeur de France.
- Commandeur de la Légion d'honneur 1998 [4]
- Commandeur de l'ordre national du Mérite
- Commandeur de l'ordre des Arts et des Lettres
- Chevalier grand-croix de l'ordre du Mérite de la République italienne‎
- Commandeur de l'ordre de l'Honneur
- Officier de l'ordre du Ouissam alaouite

Président en 1989, puis président d'honneur du Comité de Paris de la Società Dante Alighieri, institution culturelle italienne d'apprentissage de la langue et de promotion de la culture italienne.

## Publications
- Gilles Martinet, L'Observateur engagé, Paris, JC Lattès, 22 septembre 2004, 269 p. (ISBN 978-2-7096-2533-3 et 2709625334)
- Gilles Martinet, Les Clés de la Ve République : de Gaulle, Pompidou, Giscard d'Estaing, Mitterrand, Chirac : essai suivi de Mendès France, le contre-exemple, Paris, Seuil, coll. « Histoire », 10 février 2002, 155 p. (ISBN 978-2-02-051758-4 et 2020517582)
- Gilles Martinet, Une certaine idée de la gauche, 1936-1997, Paris, O. Jacob, 1997 (ISBN 978-2-7381-0529-5)
- Le Réveil des nationalismes français, Paris, Editions du Seuil, coll. « Essai politique », avril 1994, 138 p. (ISBN 978-2-02-021552-7 et 2020215527)
- Prague - avenir d'une ville historique capitale - L'aube Eds De - 01/1992
- Gilles Martinet, Les Italiens, Paris, B. Grasset, 7 mars 1990, 323 p. (ISBN 978-2-246-39741-0)
- Gilles Martinet, Cassandre et les tueurs : cinquante ans d'une histoire française, Paris, B. Grasset, 3 avril 1986, 269 p. (ISBN 978-2-246-35751-3 et 2246357519)
- Le Système Pompidou - coll :  "Hist.Immed", Seuil 1973  (ISBN 978-2020023160)
- Revue Faire Le Reflux américain  - décadence ou renouveau des États-Unis ? – Seuil
- Sept Syndicalismes  - Grande-Bretagne, RFA, Suède, Italie, France, États-Unis, Japon. – Seuil
- Les Cinq Communismes : russe, yougoslave, chinois, tchèque, cubain – Seuil - 1971
- La Conquête des pouvoirs - Seuil - 1968
- Le Marxisme de notre temps - Julliard - 1962
- Un'amicizia difficile. Conversazioni su due secoli di relazioni italo-francesi- con Sergio Romano e Michele Canonica - Ponte alle Grazie - Milano - 2001

Il a également préfacé, en 2005, Génération Battisti : ils ne voulaient pas savoir, écrit par le journaliste politique Guillaume Perrault.